# Grace Cunard
Pour les articles homonymes, voir Cunard.
Grace Cunard (nom de scène de Harriet Mildred Jeffries) est une actrice, scénariste et réalisatrice américaine, née le 8 avril 1891 à Columbus (Ohio) et morte le 19 janvier 1967 à San Fernando Valley (Californie).
Elle a été surnommée « The Serial Queen ».

## Biographie
Au début des années 1910, elle apparait dans les productions de Thomas H. Ince et travaille notamment avec l'acteur-réalisateur Francis Ford (Le Dernier combat du lieutenant, 1912). En 1914, elle rejoint les studios Universal lorsque Ford, dont elle est devenue la compagne, y signe un contrat. Jusqu'en 1917, ils sont les vedettes, coscénaristes et parfois coréalisateurs de nombreux serials, films d'aventures et d'action à succès, dont Lucille Love : The Girl of Mystery (1914), A Study in Scarlet (1914), The Broken Coin (1915), ou The Adventures of Peg o' the Ring (1916). Sa collaboration avec Francis Ford prend fin en 1917, lorsque celui-ci quitte la compagnie Universal. Grace Cunard coréalise ou dirige seule onze films entre 1913 et 1921 ; elle participe à l'écriture de scénarios jusqu'en 1928 et continue sa carrière d'actrice dans des rôles secondaires. Elle fait sa dernière apparition sur les écrans dans Magnificent Doll de Frank Borzage en 1946.
Elle s'est mariée deux fois, en premières noces avec l'acteur Joe Moore dont elle a divorcé, puis en 1925 avec le comédien Jack Shannon. Sa sœur Mina Cunard a également été actrice.

## Filmographie partielle

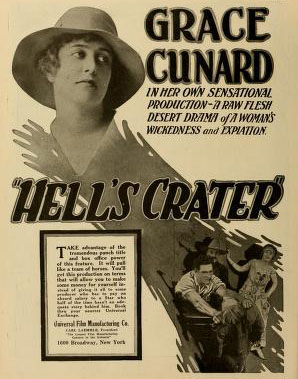
Hell's Crater (1918)

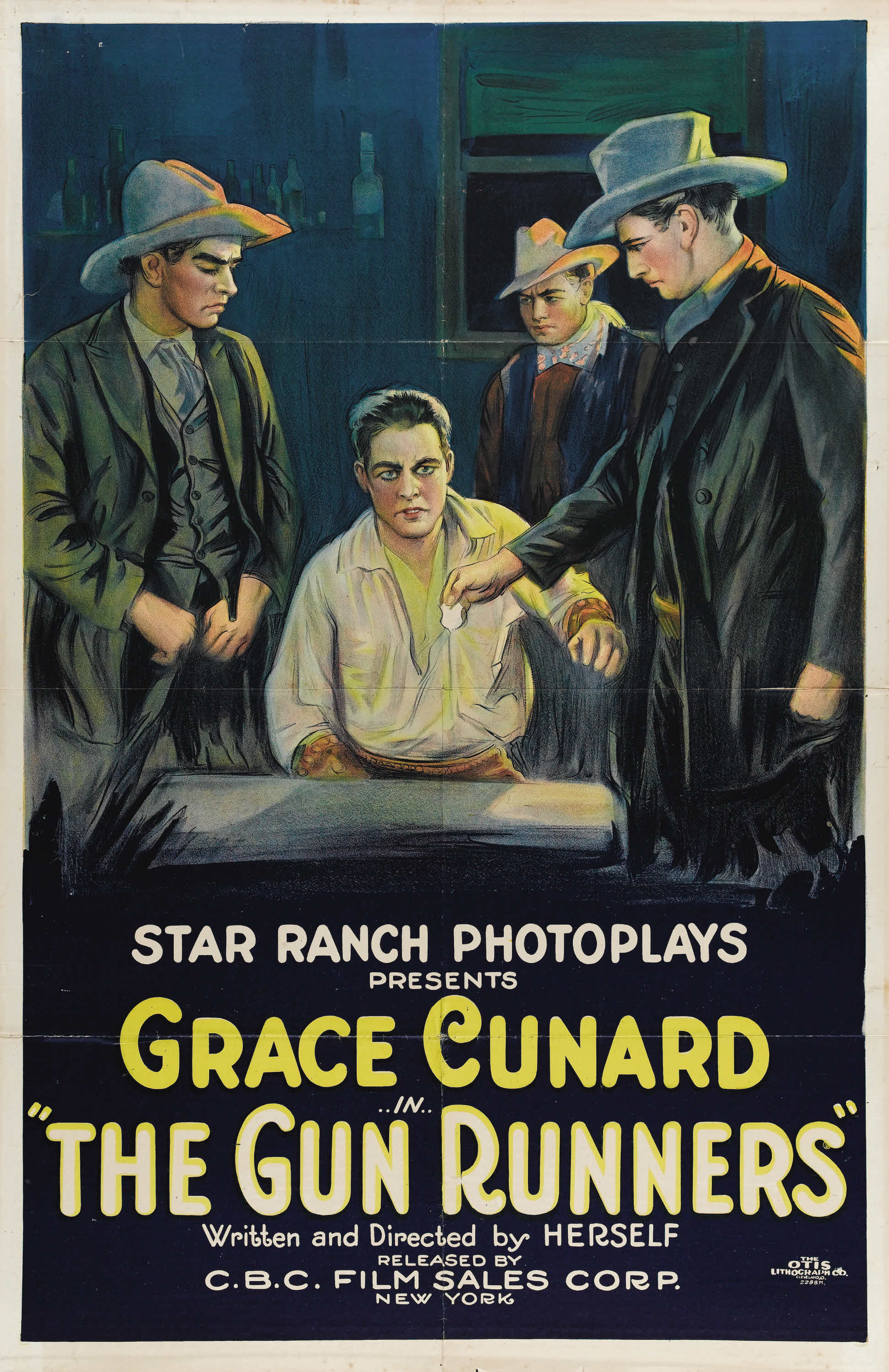
The Gun Runners (1920)

- 1912 : Sundered Ties de Francis Ford
- 1912 : Le Dernier combat du lieutenant (Custer's Last Fight) de Francis Ford : Mrs. Custer
- 1912 : A Soldier's Honor de Thomas H. Ince (scénariste seulement)
- 1912 : The Indian Massacre de Thomas H. Ince
- 1912 : An Indian Legend de Charles Giblyn
- 1912 : His Squaw de Charles Giblyn
- 1913 : Le Fils favori (The Favorite Son) de Francis Ford (court métrage) : Molly (+ histoire)
- 1913 : The Sharpshooter de Charles Giblyn : Edna Krone, la sœur de Jack
- 1913 : The Counterfeiter de William J. Bauman (court métrage)
- 1913 : The Coward's Atonement de Francis Ford (+ histoire)
- 1913 : The Telltale Hatband de Francis Ford (court métrage) : Lola (+ histoire)
- 1913 : His Brother de Francis Ford (court métrage) (+ scénariste)
- 1913 : The Barrier de William J. Bauman (court métrage) : Grace
- 1913 : The Battle of Bull Run de Francis Ford : Grace Myers
- 1913 : The Pride of the South de Burton L. King (court métrage) : Diane  Mosby Wendell
- 1913 : A Frontier Wife de Francis Ford (court métrage)
- 1913 : When Lincoln Paid de Francis Ford : la fiancée de John Wade
- 1913 : The Light in the Window de Francis Ford (court métrage) : Mrs. Haley (+ histoire)
- 1913 : Texas Kelly at Bay de Francis Ford (court métrage) : Gertrude (+ scénariste)
- 1913 : The Half Breed Parson de Francis Ford (court métrage) (+ scénariste)
- 1913 : Taps de Francis Ford (court métrage) (+ scénariste)
- 1913 : The Darling of the Regiment de Francis Ford (court métrage) (+ scénariste)
- 1913 : War de Francis Ford (court métrage) (+ scénariste)
- 1913 : The Toll of War de Francis Ford (court métrage) (uniquement scénariste)
- 1913 : The Stars and Stripes Forever de Francis Ford (court métrage) : Mme Revier (+ scénariste)
- 1913 : The Battle of San Juan Hill de Francis Ford (court métrage) : Ines Lopez, l'épouse du docteur (+ scénariste)
- 1913 : The Battle of Manilla de Francis Ford (court métrage) (scénariste)
- 1913 : An Orphan of War de Francis Ford (court métrage)
- 1913 : A Cow-Town Reformation de Francis Ford (court métrage)
- 1913 : Captain Billie's Mate de Francis Ford (court métrage) (+ scénariste)
- 1913 : The She Wolf de Francis Ford (court métrage) : Gracie, the She Wolf (+ scénariste)
- 1913 : The Black Masks de Francis Ford et Grace Cunard (court métrage) : Meg (+ coscénariste)
- 1913 : From Dawn Till Dark de Francis Ford (court métrage) : Grace (+ scénariste)
- 1913 : The Madonna of the Slums de Francis Ford (court métrage) : Grace (+ scénariste)
- 1913 : Wynona's Vengeance de Francis Ford (court métrage) : Wynona
- 1913 : The White Vaquero de Francis Ford (court métrage) : Dolores (+ scénariste)
- 1913 : From Rail-Splitter to President de Francis Ford : Ann Rutledge (+ scénariste)
- 1914 : A Wartime Reformation de Francis Ford (court métrage) : Virginia
- 1914 : An Unsigned Agreement de Francis Ford (court métrage) (+ scénariste)
- 1914 : The Mad Hermit de Francis Ford (court métrage) (+ scénariste)
- 1914 : In the Fall of '64 de Francis Ford (court métrage) (+ histoire)
- 1914 : A Bride of Mystery de Francis Ford (court métrage) (+ scénariste)
- 1914 : The Twin's Double de Grace Cunard et Francis Ford (court métrage) : lady Raffles (+ scénariste)
- 1914 : Won in the First d'Allen Curtis (court métrage) (+ histoire)
- 1914 : The Mysterious Leopard Lady de Francis Ford (court métrage) : lady Raffles (+ scénariste)
- 1914 : Washington at Valley Forge de Francis Ford (court métrage) : Betty (+ coscénariste)
- 1914 : The Mystery of the White Car de Francis Ford (court métrage) : lady Raffles (+ scénariste et histoire)
- 1914 : Lucille Love: The Girl of Mystery, serial de Francis Ford : Lucille Love (+ coscénariste)
- 1914 : How Green Saved His Mother-in-Law d'Allen Curtis (court métrage) (+ histoire)
- 1914 : Roll your Peanut d'Allen Curtis (court métrage) (+ scénaristee)
- 1914 : How Green Saved His Wife d'Allen Curtis (court métrage) (+ scénario)
- 1914 : The Tangle de Francis Ford (court métrage) (+ scénariste)
- 1914 : The Man of her Choice de Francis Ford (court métrage) (+ scénariste)
- 1914 : The Return of Twin's Double de Francis Ford (court métrage) : Nell (+ scénariste)
- 1914 : Be Neutral de Francis Ford (court métrage)
- 1914 : The Mysterious Hand de Francis Ford (court métrage) (+ scénariste)
- 1914 : The Phantom Violin de Francis Ford (court métrage) : la femme d'Ellis (+ scénariste)
- 1914 : The Mysterious Rose de Francis Ford (court métrage) : lady Raffles (+ scénariste)
- 1914 : The District Attorney's Brother de Francis Ford (court métrage) (+ scénariste)
- 1914 : The Ghost of Smiling Jim de Francis Ford (court métrage) (+ scénariste)
- 1914 : The Call of the Waves de Francis Ford (court métrage) (+ scénariste)
- 1914 : A Study in Scarlet de Francis Ford (+ scénariste)
- 1915 : The Mystery of the Throne Room de Francis Ford (court métrage) (+ scénariste)
- 1915 : Smuggler's Island de Francis Ford (court métrage) (+ scénariste)
- 1915 : Old Peg Leg's Will de Francis Ford (court métrage) (+ scénariste)
- 1915 : The Madcap Queen of Gredshoffen de Francis Ford (court métrage) (+ scénariste)
- 1915 : The Girl of the Secret Service de Francis Ford (court métrage) (+ scénariste)
- 1915 : The Heart of Lincoln de Francis Ford (court métrage) : Betty Jason (+ scénariste)
- 1915 : Three Bad Men and a Girl de Francis Ford (court métrage) : la fille  (+ scénariste)
- 1915 : The Curse of the Desert de Francis Ford (court métrage) (+ scénariste)
- 1915 : The Hidden City de Francis Ford (court métrage) : princesse (+ scénariste)
- 1915 : And They Called Him Hero de Francis Ford (court métrage) : Betty (+ scénariste)
- 1915 : Nabbed (court métrage) (+ scénariste)
- 1915 : One Kind of Friend de Francis Ford (court métrage) : Cecil Westcott (+ scénariste)
- 1915 : The Broken Coin (serial, 22 épisodes)  de Francis Ford : Kitty Gray (+ scénariste)
- 1915 : The Campbells Are Coming de Francis Ford (court métrage) : Mary McLean (+ scénariste)
- 1916 : The Strong Arm Squad de Francis Ford (court métrage) (+ scénariste)
- 1916 : Her Better Self de Grace Cunard (court métrage) (productrice, réalisatrice, scénariste et actrice)
- 1916 : The Phantom Island de Francis Ford (court métrage) (+ scénariste)
- 1916 : His Majesty Dick Turpin de Francis Ford (court métrage) (+ scénariste)
- 1916 : The Dumb Bandit de Francis Ford (court métrage) (+ scénariste)
- 1916 : Born of the People de Francis Ford et Grace Cunard (court métrage) (+ scénariste)
- 1916 : The Madcap Queen of Crona de Francis Ford (court métrage) (+ scénariste)
- 1916 : Lady Raffles returns de Francis Ford et Grace Cunard (court métrage) : lady Raffles (+ coscénariste)
- 1916 : Her Sister's Sin de Francis Ford (court métrage) (+ scénariste)
- 1916 : Behind the Mask de Francis Ford (court métrage) : Madcap Queen (+ scénariste)
- 1916 : The Sham Reality de Francis Ford (court métrage) (+ scénariste)
- 1916 : The Unexpected de Francis Ford (court métrage) (+ scénariste)
- 1916 : The Adventures of Peg o' the Ring  de Francis Ford et Jacques Jaccard (serial, 15 épisodes) : Peg (+ coscénariste)
- 1916 : Brennon o' the Moor de Francis Ford (court métrage) (+ scénariste)
- 1916 : The Princely Bandit de Francis Ford (court métrage) (+ scénariste)
- 1916 : The Elusive Enemy de Grace Cunard (court métrage) (+ scénariste)
- 1916 : The Bandit's Wager de Francis Ford (court métrage) (+ scénariste)
- 1916 : The Powder Trail de Francis Ford (court métrage) (+ scénariste)
- 1916 : The Heroine of San Juan de Francis Ford (court métrage) (+ scénariste)
- 1916 : The Purple Mask de Francis Ford et Grace Cunard : Patricia Montez / la reine des Apaches (+ coscénariste et productrice)
- 1917 : The Little Rebel's Sacrifice de Francis Ford (court métrage) (+ scénariste)
- 1917 : The Rebel's Net de Francis Ford (court métrage) (+ scénariste)
- 1917 : The Terrors of War de Francis Ford et Grace Cunard (court métrage) (+ coscénariste)
- 1917 : True to Their Colors de Francis Ford et Grace Cunard (court métrage) (+ coscénariste)
- 1917 : The Puzzle Woman de Francis Ford (court métrage) (+ scénariste)
- 1917 : The Tornado de John Ford (uniquement coscénariste)
- 1917 : In Treason's Grasp de Francis Ford
- 1917 : Society's Driftwood de Louis Chaudet : Lena Rogers
- 1918 : Hell's Crater de W. B. Pearson : Cherry Maurice
- 1918 : After the War de Joseph De Grasse : Mme Gerve
- 1919 : Elmo, the Mighty de Henry MacRae et J.P. McGowan : Lucille Gray
- 1920 : The Gasoline Buckaroo de Grace Cunard (réalisatrice et actrice)
- 1920 : The Woman of Mystery de Francis Ford et Grace Cunard
- 1920 : The Man Hater de Grace Cunard (actrice, réalisatrice, coscénariste)
- 1920 : A Daughter of the Law de Grace Cunard : l'agent du service secret (réalisatrice et actrice)
- 1921 : Her Western Adventure de Grace Cunard (actrice, réalisatrice, coscénariste)
- 1921 : Une bonne fortune (The Girl in the Taxi) de Lloyd Ingraham : Marietta
- 1924 : The Elk's Tooth de Clarence Bricker
- 1924 : Emblems of Love
- 1924 : Le Dernier Homme sur terre (The Last Man on Earth) de John G. Blystone : Gertie
- 1925 : Outwitted de J.P. McGowan : Lucy Carlisle
- 1925 : The Kiss Barrier de Roy William Neill : la veuve
- 1926 : The Winking Idol de Francis Ford : Thora Lange
- 1926 : Strings of Steel d'Henry MacRae : Bowery Belle
- 1926 : Dumb Romeo de Frank S. Mattison : Carolyn Van Colten
- 1926 : Fighting with Buffalo Bill de Ray Taylor : Lola
- 1926 : Exclusive Rights de Frank O'Connor : hôtesse du nightclub
- 1927 : The Denver Dude de B. Reeves Eason : Mrs. Bird
- 1927 : The Return of the Riddle Rider de Robert F. Hill : Vilda Dixon
- 1927 : Blake of Scotland Yard de Robert F. Hill : Queen of Diamonds
- 1928 : A Trick of Hearts de B. Reeves Eason
- 1928 : Haunted Island de Robert F. Hill : Mary Strong
- 1928 : The Masked Angel de Frank O'Connor : Cactus Kate
- 1928 : The Chinatown Mystery de J.P. McGowan
- 1928 : The Price of Fear de Leigh Jason : Satin Sadie
- 1929 : The Ace of Scotland Yard de Ray Taylor : Mary Duveen, alias Queen of Diamonds
- 1929 : Indomptée (Untamed) de Jack Conway : Milly
- 1930 : Little Accident de William James Craft
- 1930 : A Lady Surrenders de John M. Stahl
- 1931 : Resurrection d'Edwin Carewe : Olga
- 1931 : The Bad Sister de Hobart Henley (non créditée)
- 1931 : Heroes of the Flames de Robert F. Hill : Mrs. Madison
- 1931 : Ex-Bad Boy de Vin Moore (non créditée)
- 1932 : Heroes of the West  (serial, 12 épisodes) de Ray Taylor  (non créditée)
- 1932 : The Fourth Horseman  d'Hamilton MacFadden : Mrs. Elmer Brown
- 1933 : Ladies They Talk About d'Howard Bretherton et  William Keighley (non créditée)
- 1934 : One More River de James Whale  (non créditée)
- 1934 : The Man Who Reclaimed His Head d'Edward Ludwig
- 1935 : The Rustlers of Red Dog de Lew Landers : Mrs. Perkins, une pionnière
- 1935 : The Call of the Savage de Lew Landers : Mrs. Camerford Amster
- 1935 : La Fiancée de Frankenstein (The Bride of Frankenstein) de James Whale (non créditée)
- 1935 : Kidnapping de Kurt Neumann (non créditée)
- 1935 : Chinatown Squad de Murray Roth (non créditée)
- 1936 : Dangerous Waters de Lambert Hillyer (non créditée)
- 1936 : Show Boat de James Whale (non créditée)
- 1936 : La Brute magnifique (Magnificent Brute) de John G. Blystone (non créditée)
- 1936 : We're in the Legion Now de Crane Wilbur (non créditée)
- 1936 : Night Waitress de Lew Landers (non créditée)
- 1937 : À l'est de Shanghaï (Wings Over Honolulu) de H. C. Potter (non créditée)
- 1938 : Crashing Hollywood de Lew Landers : Mrs Armstrong (non créditée)
- 1940 : A Little Bit of Heaven  d'Andrew Marton
- 1942 : La Fièvre de l'or noir (Pittsburgh) de Lewis Seiler (non créditée)
- 1943 : L'Étoile du Nord (The North Star) de Lewis Milestone : la femme du fermier (non créditée)
- 1944 : La Passion du docteur Hohner (The Climax) de George Waggner : une technicienne (non crédité)
- 1946 : L'Impératrice magnifique (Magnificent Doll) de Frank Borzage (non créditée)